# Trolejbusy w Charcysku
Trolejbusy w Charcysku − system komunikacji trolejbusowej działający w ukraińskim mieście Charcysk.

## Historia
Pierwszą linię trolejbusową pomiędzy dworcem kolejowym a końcówką Promrajon otwarto 4 lutego 1982. Kolejną linię trolejbusową od ulicy A. Czmaka do Mikrorajonu Jubiłejnij przez ulicę Klary Cetkin otwarto 6 czerwca 1983. Także tego dnia uruchomiono dwie linie:
- 2: Mikrorajon Jubiłejnij − Promrajon
- 3: Mikrorajon Jubiłejnij − dworzec kolejowy

12 września 1983 otwarto linię jednokierunkową od zajezdni trolejbusowej przez końcówkę Mikrorajon Jubiłejnij i dalej ulicami: Żukowskogo i Gajdara do ulicy Połupanowa, w związku z tym uruchomiono nową linię, którą oznaczono nr 4: dworzec kolejowy − Gorbołnica i wydłużono linie 2 i 3 z dotychczasowej końcówki Mikrorajon Jubiłejnij do zajezdni. 20 kwietnia 1986 zlikwidowano linię nr 3. 1 października 1986 otwarto linię jednokierunkową od dworca kolejowego do ulicy K. Cetkin po ulicach dworcowej i Nachimowa. Po nowej trasie zaczęła kursować linia nr 3 na trasie:
- dworzec kolejowy − ulica dworcowa − Nachimowa − K. Cetkin − A. Gajdara − Krasnoznamenckaja − Szałimowa − dworzec kolejowy

Na początku lat 90. XX w. rozpoczęto budowę 5,8 km linii do kopalni "Kommunist", której nigdy nie ukończono. Pod koniec lat 90. XX w. ostatecznie zlikwidowano linię nr 3.
Długość sieci wynosi 22 km.

## Linie
W Charcysku obecnie istnieją trzy linie trolejbusowe:
- 1: dworzec kolejowy − Promrajon
- 2: zajezdnia trolejbusowa − Promrajon
- 4: dworzec kolejowy − Gorbołnica

## Tabor
W eksploatacji w Charcysku znajduje się 13 trolejbusów:
- JuMZ T2 − 5 trolejbusów
- ZiU-9 − 8 trolejbusów